# Storie del genere
Storie del genere è un programma televisivo italiano legato all'identità di genere e alla transessualità, condotto da Sabrina Ferilli e andato in onda (fatta eccezione per un episodio) in seconda serata su Rai 3 dal 26 aprile 2018 al 15 giugno 2018.

## Il programma
Il programma vede la conduttrice, Sabrina Ferilli, intervistare diverse persone che hanno intrapreso un percorso di affermazione di genere. La gran parte degli episodi si concentra sul vissuto e le difficoltà intraprese per l'affermazione del proprio percorso, l'inizio di una terapia ormonale e sul problema dell'accettazione sociale.

## Episodi
| Puntata | Messa in onda                   | Telespettatori | Share |
| ------- | ------------------------------- | -------------- | ----- |
| 1       | 26 aprile 2018                  | 562.000        | 3,89% |
| 2       | 3 maggio 2018                   | 521.000        | 3,31% |
| 3       | 10 maggio 2018                  | 452.000        | 3,34% |
| 4       | 17 maggio 2018 (prima serata)   | 764.000        | 3,47% |
| 5       | 17 maggio 2018 (seconda serata) | 428.000        | 3,02% |
| 6       | 24 maggio 2018                  | 434.000        | 3,05% |
| 7       | 7 giugno 2018                   | 496.000        | 3,58% |
| 8       | 14 giugno 2018                  | 580.000        | 4,01% |
| 9       | 15 giugno 2018                  | 483.000        | 3,39% |
| Media   | Media                           | 495.000        | 3,45% |